# 池谷誠一
池谷 誠一（いけたに せいいち、1958年7月12日 - ）は、日本の実業家、馬主。テレビ制作会社である株式会社ネクサスの代表取締役。また、株式会社ブルードメアの代表取締役を務めている。神奈川県相模原市在住。

## 馬主活動

池谷の勝負服

日本中央競馬会（JRA）および地方競馬全国協会（NAR）に登録する馬主としても知られる。勝負服の柄は白、青一本輪、袖青三本輪、冠名は特に用いない。
インターネット上で「くりげ君」というハンドルネームで活動し、ブログを書いたり電子掲示板にも出没している。
JRAでの所有馬は栗東トレーニングセンターにも預託している時期があった（1992年の弥生賞2着、皐月賞3着同着のスタントマン）が、2012年現在は「頑張れ関東馬」（そういう趣旨のブログを書いたこともあった）という意味で美浦トレーニングセンターの鈴木康弘厩舎、萩原清厩舎、粕谷昌央厩舎、鈴木伸尋厩舎などに預託している。

## 主な所有馬

### GI競走優勝馬
- ノームコア（2018年紫苑ステークス、2019年ヴィクトリアマイル、富士ステークス、2020年札幌記念、香港カップ）

### 重賞競走優勝馬
- ダイナマイトダディ（1991年京成杯、1992年中山記念、京王杯スプリングカップ）
- ペインテドブラック（1999年青葉賞、ステイヤーズステークス）
- プリサイスマシーン（2003年・2004年中日新聞杯、2006年スワンステークス、2007年阪急杯）
- ユビキタス（2008年ユニコーンステークス）
- アデイインザライフ（2016年新潟記念）